# Большая Тавра
Большая Тавра (мар. Кугу Тавра) — деревня в Красноуфимском округе Свердловской области. Управляется Тавринским сельским советом.

## География
Населённый пункт расположен на реке Тавра в 55 километрах на юг от административного центра округа — города Красноуфимск.

### Часовой пояс
Большая Тавра как и вся Свердловская область, находится в часовой зоне МСК+2. Смещение применяемого времени относительно UTC составляет +5:00.

## Население
| 2002 | 2010  | 2021 |
| ---- | ----- | ---- |
| 1300 | ↗1310 | ↘980 |

## Инфраструктура
Деревня разделена на 13 улиц (Доброй Воли, Ключевая, Космонавтов, Ленина, Луговая, Механизаторов, Молодёжная, Набережная, Октября, Победы, Советская, Степная, Трудовая) и один переулок (Механизаторов).